# Walderveen
Walderveen is een buurtschap in de Nederlandse gemeente Ede.
De buurtschap is gelegen in het uiterste noordwesten van de gemeente in agrarisch gebied, langs de gemeentegrens met Barneveld. Het bestond oorspronkelijk uit 9 boerderijen en een molen met molenaarshuis.
Walderveen ligt op een vanouds belangrijk kruispunt van wegen: de doorgaande weg van  Barneveld naar Renswoude kruist hier de Postweg die van Lunteren richting Amersfoort loopt.
Walderveen is vooral bekend om de Walderveense molen, een stellingmolen uit 1895. De stellingmolen verving de standerdmolen uit 1566.
Ten noorden van de molen staat een in 1855 gebouwde T-huisvormige hallehuisboerderij met een in 1924 gebouwde stenen schuur. De boerderij heeft een rietendak. Het voorhuis heeft een schilddak en het achterhuis een wolfdak.
Op de hoek van de Postweg en de Scherpenzeelseweg staat het Heerenlogement (Heerlogement) langs de vroegere verbindingsweg tussen de Zuiderzee en de Rijn. Ook reed vroeger over deze verbindingsweg de postkoets van Amsterdam via Arnhem naar Duitsland. In 1859-1860 is deze verbindingsweg bestraat.

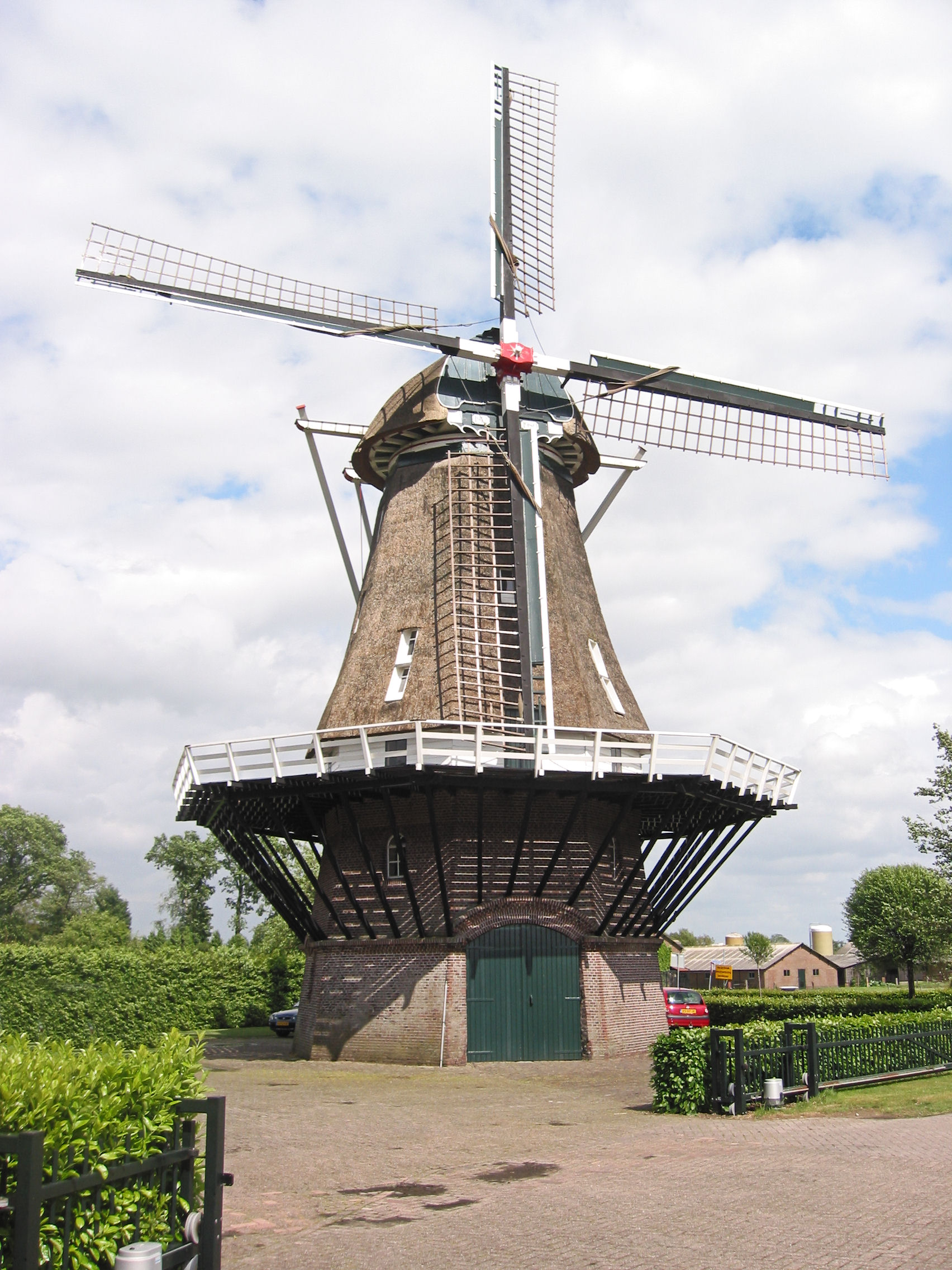
De Walderveense molen
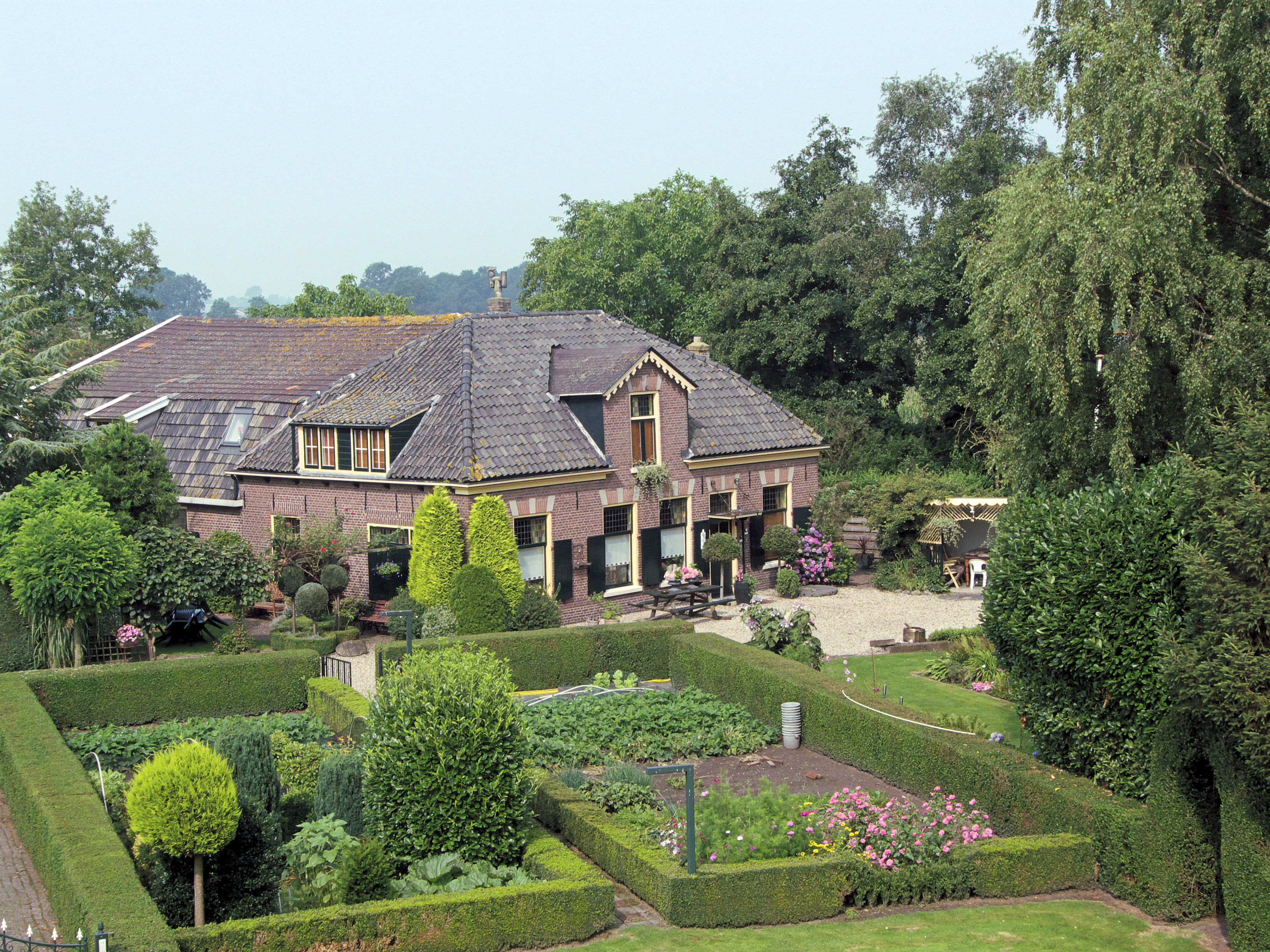
Voormalig molenaarshuis
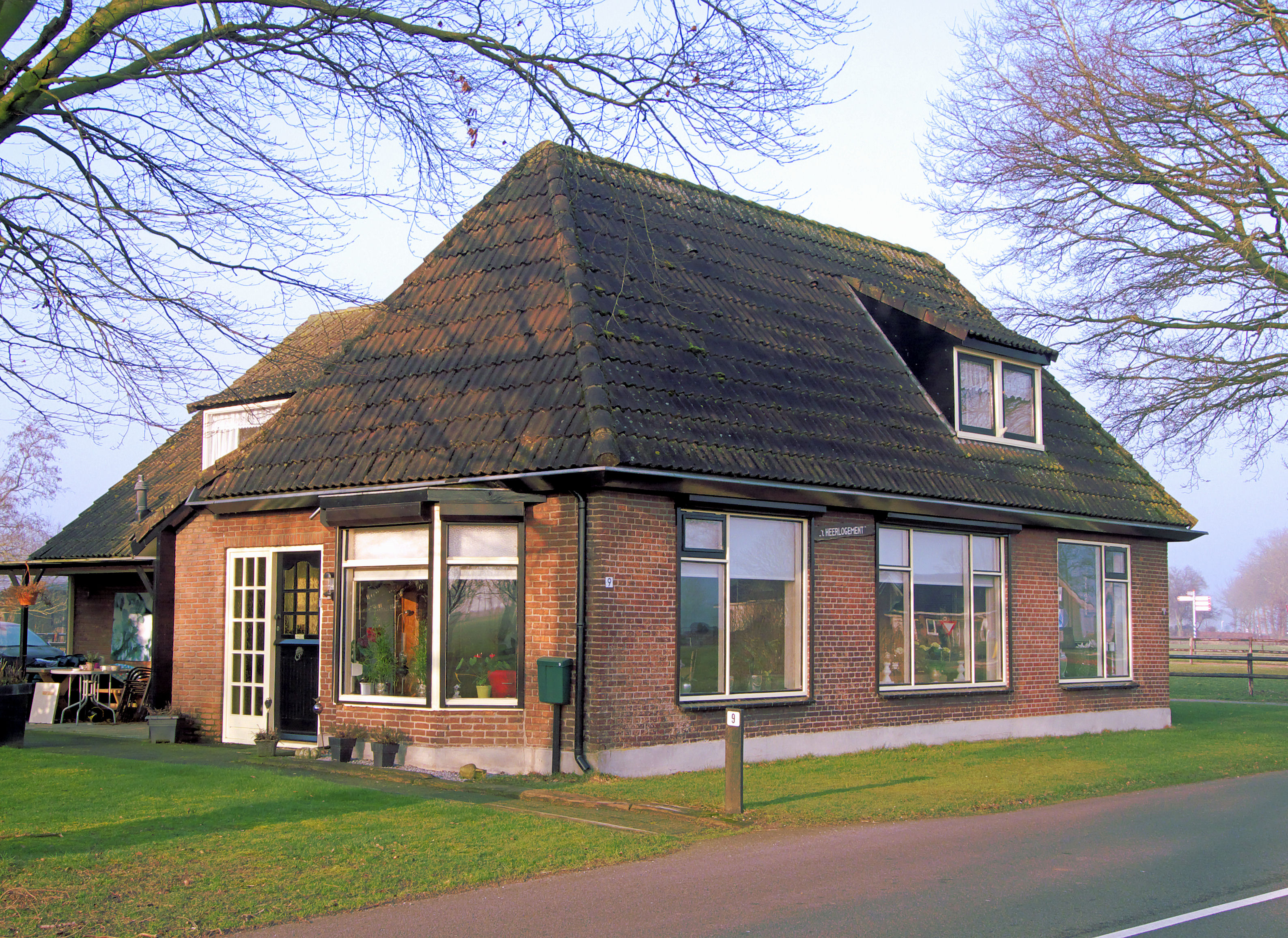
Heerenlogement
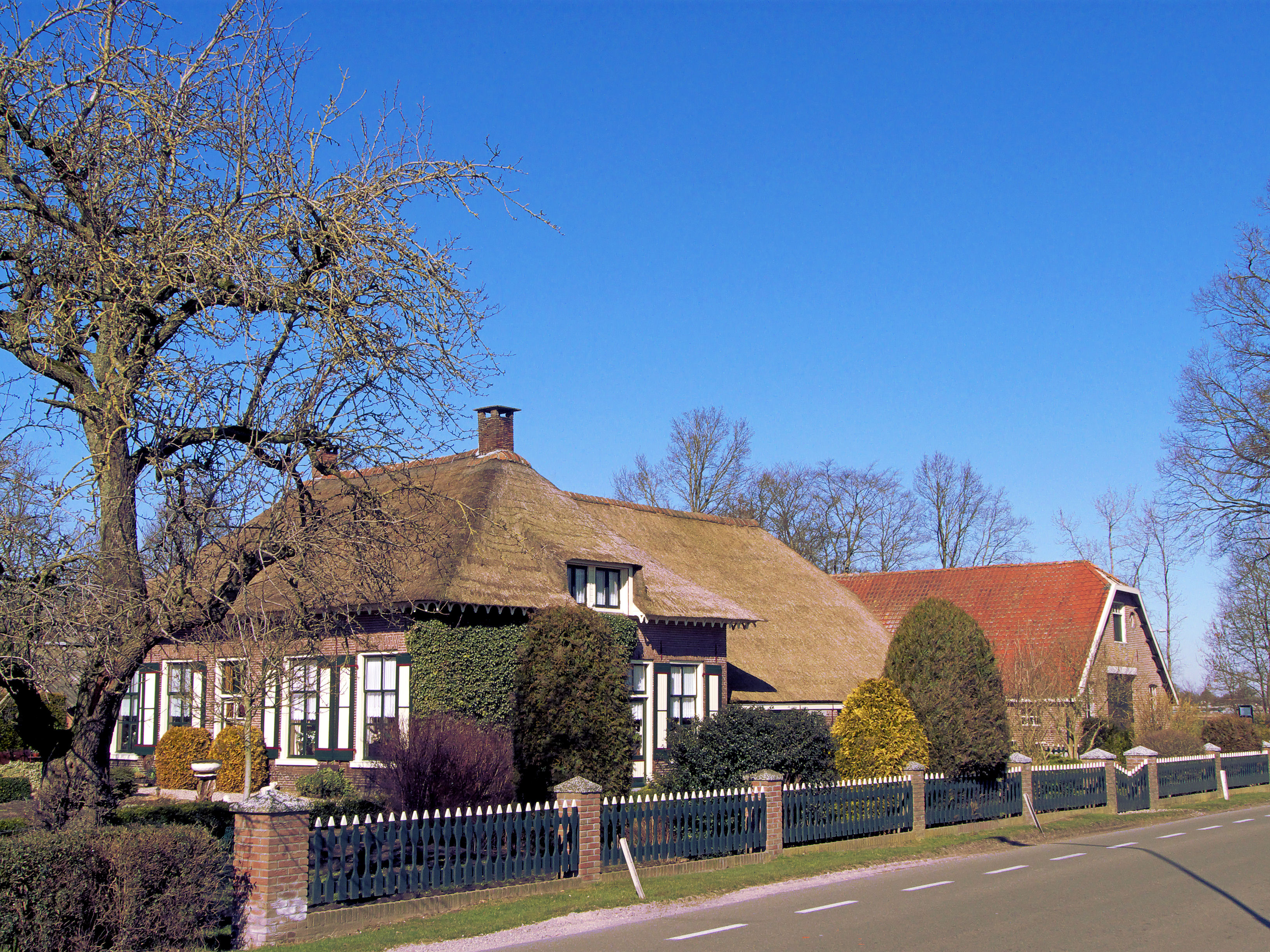
Hallehuisboerderij met schuur
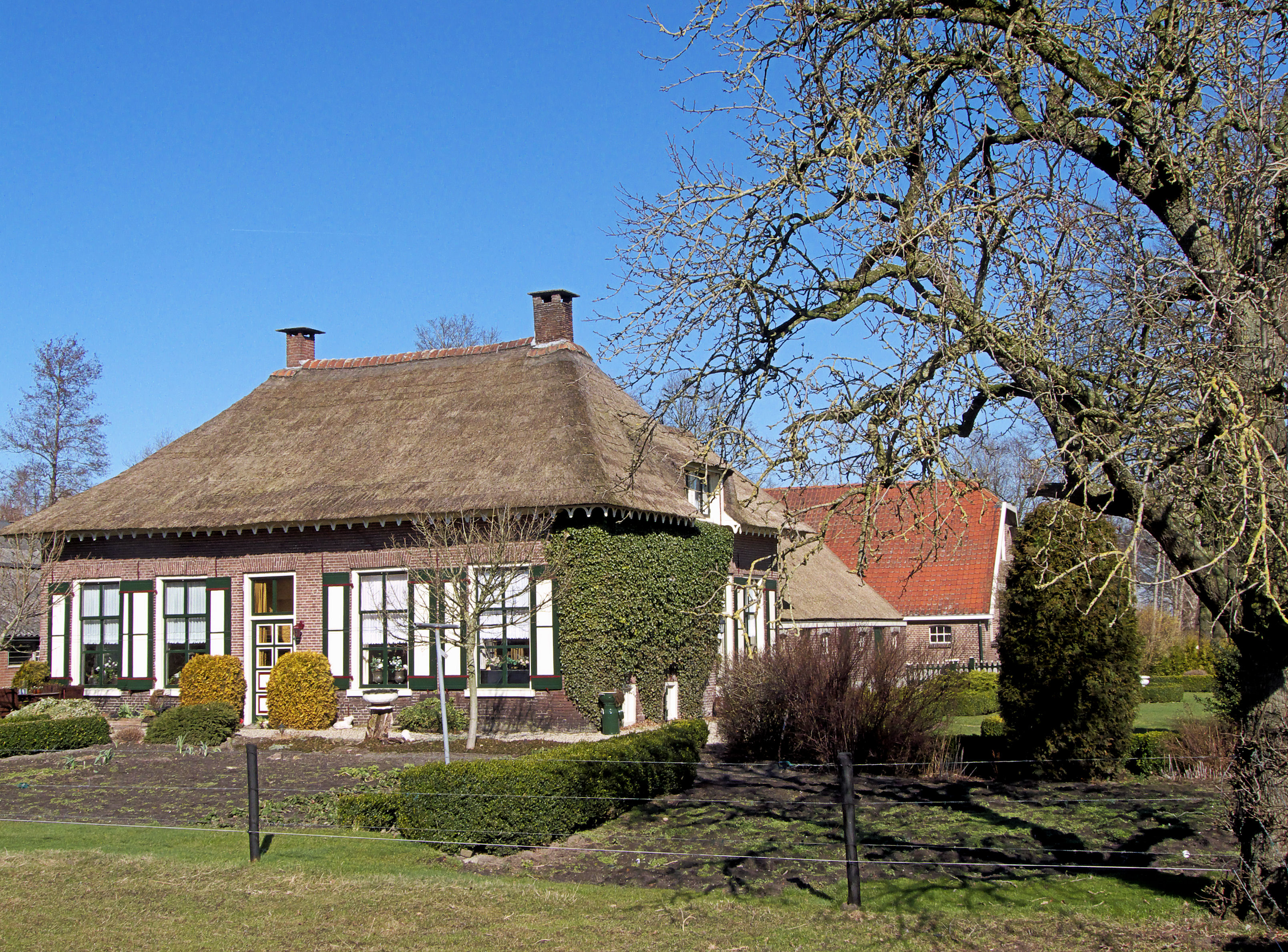
Hallehuisboerderij

Hoofdplaats: Ede       Dorpen: Bennekom · Ederveen · Harskamp · Hoenderloo (deels) · De Klomp · Lunteren · Otterlo · Wekerom

Buurtschappen: Deelen · Doesburgerbuurt · Driesprong · Eschoten · De Ginkel · Hoekelum · Hoog Baarlo · De Kade · De Kraats · Manen · Meulunteren · Mossel · Nederwoud · Nergena · Nieuw-Reemst · (Oostdorp) · Oud-Reemst · Overwoud · Roekel · De Valk · Walderveen · Westeneng

Gelderland: Steden en dorpen in Gelderland      Nederland: Provincies · Gemeenten